# Пуля Майера

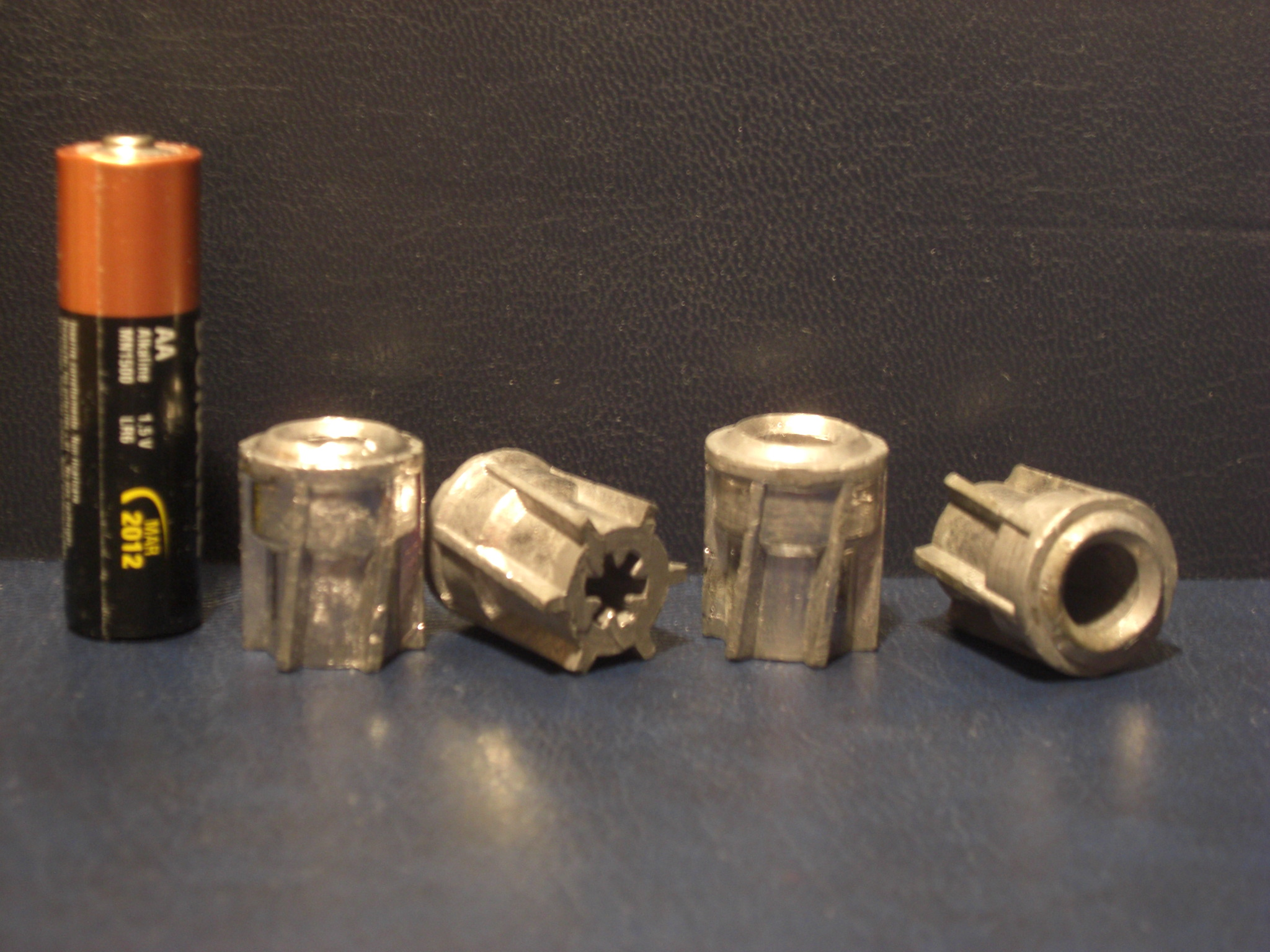
Пули Майера

Пуля Ма́йера — одна из наиболее распространённых на территории бывшего СССР пуль для охотничьего гладкоствольного оружия. Своё название получила по имени её конструктора, советского инженера Александра Карловича Майера (21.10.1925 - 03.02.2016), создавшего эту пулю в 1963 году и популяризировавшего её. Некоторое время выпускалась под названием «турбинка».

## Описание
Пуля Майера принадлежит к турбинно-стрелочному типу пуль. Она выполнена в форме цилиндра с внутренним каналом. Внутри канала и снаружи пули имеются наклонные рёбра, которые, как считали разработчики, должны придавать пуле вращение в полёте. Рёбер обычно 6. Головная часть пули тяжелее хвостовой.
Материал пули — свинец. Диаметр пули по наружным рёбрам несколько больше, чем калибр оружия, поэтому при выстреле наружные рёбра сминаются, обеспечивая хорошую центровку пули в стволе.

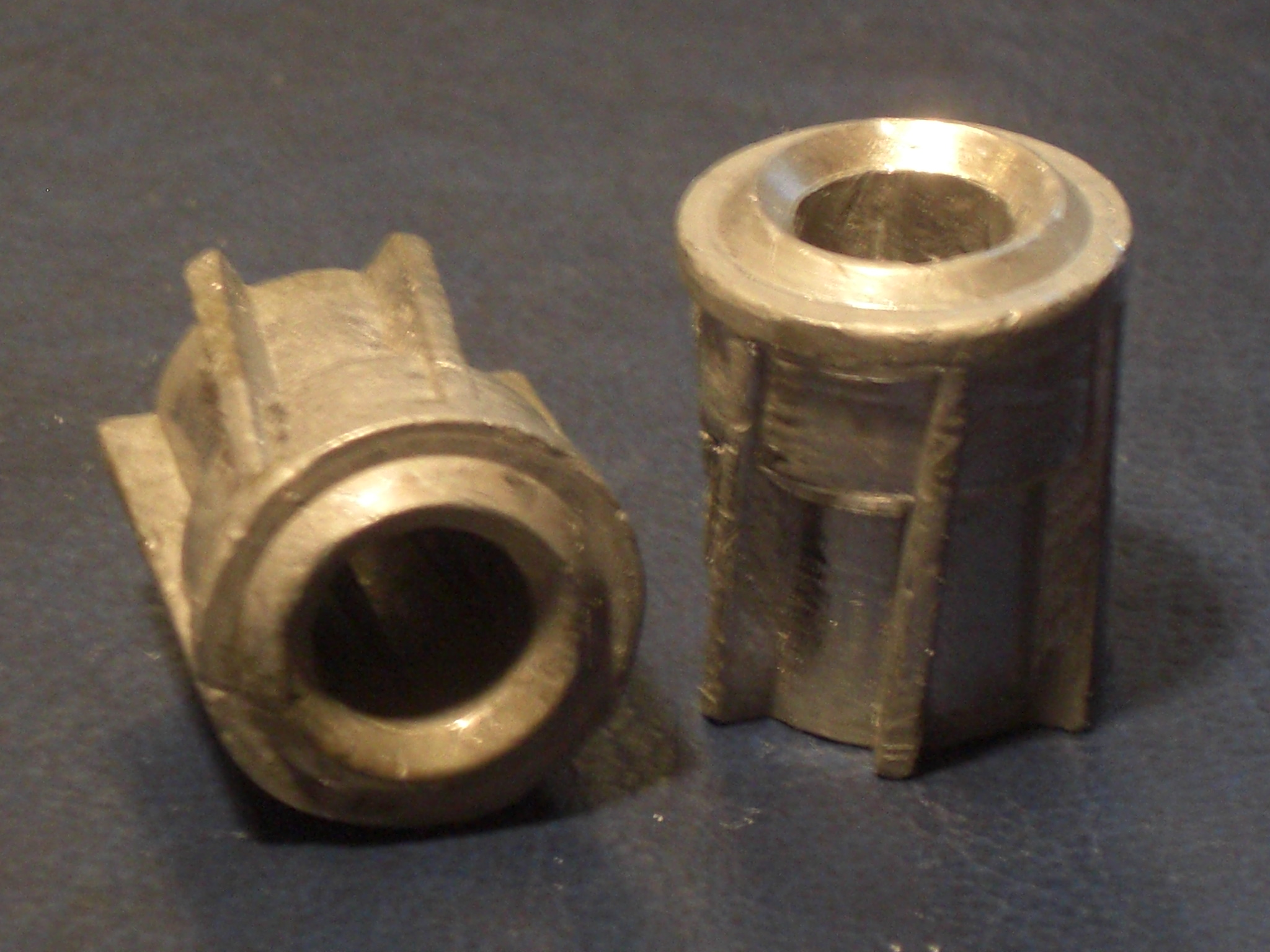
Пули Майера 12 калибра

Сложная форма пули затрудняет её отливку в домашних условиях, однако многие охотники изготовляют её самостоятельно, иногда внося в конструкцию индивидуальные особенности. Вес пули у разных изготовителей может различаться довольно существенно.

## Особенности, достоинства и недостатки
Конструкция пули оказалась весьма удачной, несмотря на то, что в полёте она ведёт себя не совсем так, как полагали разработчики. Так, исследования показали, что пуля в полёте не вращается (то есть наклонные рёбра себя не оправдывают) , а стабилизируется только из-за хорошей аэродинамической формы. Тем не менее, пуля Майера, благодаря хорошей сбалансированности и плотной центровке в стволе даёт прекрасные результаты по меткости, практически недостижимые при стрельбе большинством других моделей пуль для гладкостволок.
Рассеивание при стрельбе пулей Майера приближается к показателям для нарезного оружия, хотя это может быть достигнуто только при самой тщательной подборке пуль (для каждой серии выстрелов следует выбирать одинаковые по весу пули, без дефектов). Высокая меткость пули Майера позволяет успешно применять её на дистанциях даже больше 100 м, в то время как другие пули — обычно лишь до 60-70 м. Большой вес и хорошая деформируемость при попадании придают пуле высокую поражающую способность на всех практических дистанциях.
Пуля не лишена и недостатков, которые становятся особенно заметны при некачественном кустарном изготовлении. Если при отливке взят мягкий свинец, без добавок, повышающих его прочность, то пуля, особенно при усиленном заряде пороха, может сильно сминаться под воздействием перегрузки при выстреле. Иногда при этом даже закрывается внутренний канал пули. Деформированная пуля летит далеко не так метко, как нормальная, часто кувыркаясь в полёте. Это, пожалуй, самая серьёзная проблема, с которой можно столкнуться при использовании пули Майера, хотя применение подкалиберной пули несколько устраняет этот недостаток. Многие пользователи рекомендуют при стрельбе этой пулей строго придерживаться установленных навесок пороха и не превышать их.
Если же материал пули чрезмерно твёрд, то повышается риск повреждения дульной части ствола.
Кроме того, даже правильно отлитая пуля Майера не отличается устойчивостью в полёте — она легко отклоняется, задевая за кусты и ветки деревьев.

## Предназначение
Как и все пули для гладкоствольного охотничьего оружия, пуля Майера предназначена для охоты на крупного зверя. В России это прежде всего лось, кабан, медведь и различные олени. Хорошая убойная сила позволяет применять пулю Майера по самым крупным зверям, встречающимся в России.

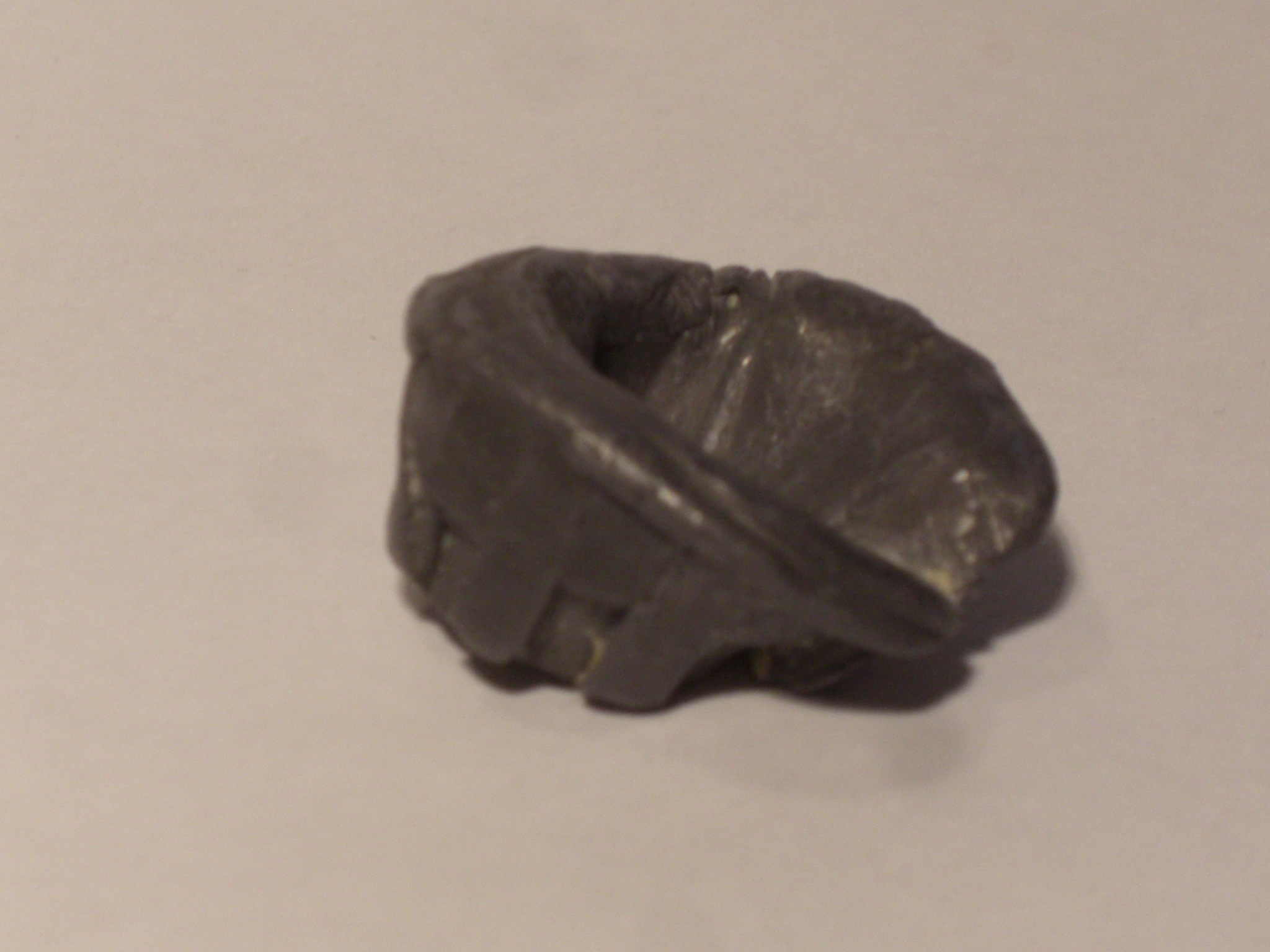
Деформированная пуля Майера 12 калибра, извлечённая из туши кабана

Пулю Майера, как правило, легко купить — она часто встречается в охотничьих магазинах и продаётся по относительно низкой цене.

## ТТХ
- Длина: 22 ± 0,3 мм для пули 12 и 16 калибра
- Вес: 12 калибра около 34 г, 16-го — около 29.
- Начальная скорость: 340…420 м/с в зависимости от снаряжения патрона
- Дульная энергия: 2,8…3,5 кДж в зависимости от снаряжения патрона